# Eubranchipus rostratus
Eubranchipus rostratus är en kräftdjursart som först beskrevs av Daday 1910.  Eubranchipus rostratus ingår i släktet Eubranchipus och familjen Chirocephalidae. Inga underarter finns listade i Catalogue of Life.